# Université d'État de Benue
L'université d'État de Benue (en anglais : Benue State University) est une université située à Makurdi au Nigeria.

## Source
- (en) Cet article est partiellement ou en totalité issu de l’article de Wikipédia en anglais intitulé « Benue State University » (voir la liste des auteurs).